# 小行星6295
小行星6295（英語：6295 Schmoll）是一颗围绕太阳公转的小行星。1988年2月11日，艾瑞克·怀特·埃尔斯特在拉西拉天文台发现了此天体。
这颗小行星的绝对星等为28.23698866587783等。